# Hyles sachalinensis
Hyles sachalinensis är en fjärilsart som beskrevs av Matsumura 1929. Hyles sachalinensis ingår i släktet Hyles och familjen svärmare. Inga underarter finns listade i Catalogue of Life.